# Forró György
Forró György (Erdély, 1571 – Nagyszombat, 1641. október 18.) bölcseleti és teológiai doktor, jezsuita rendi pap, tartományfőnök.

## Élete
Nemes szülőktől származott. 1588-ban lépett a rendbe, s tanulmányai befejezése, a humaniórák tanítása után bölcseletet és teológiát adott elő Grazban (1600). Több évig működött hittérítőként Magyarországon és Dalmáciában. Azután a rendház főnöke volt Zágrábban és Nagyszombatban, majd öt évig Ausztria rendházainak tartományfőnöke. A Nagyszombati Egyetem alapításánál Pázmány Péter tanácsadója és 1636–1637-ben az egyetem rektora volt. 1636. szeptember 16-án Pázmány jelenlétében a rend tartományfőnöke avatta fel őt teológiai doktorrá.

## Munkái
Beszédet tartott az 1602-i közzsinaton a római katolikus vallás védelmére az eretnekek ellen, Forgách Ferenc esztergomi kardinális-érsek halálakor pedig gyászbeszédet Nagyszombatban. 1612-ben együttműködött Káldi Györggyel a Biblia lefordításában, vagy legalább a fordítás tökéletesítésében.
Kéziratban három kötet magyar egyházi beszédet hagyott hátra.